# Марсел Екарт
Марсел Екарт (27. октобар 1989) немачки је снукерски и билијарски судија.

## Каријера
Први пут је судио професионалним играчима 2010. године, током егзибиционог турнира у Брижу, на којем су, између осталих, наступили Стивен Хендри и Стив Дејвис. Исте године пријавио се за суђење новог Players Tour Championship формата, а искуство је стицао на европским турнирима и у квалификационим мечевима за светски снукер тур.
Своје прво финале Players Tour Championship-а судио је на Пол Хантер класику 2012. Његов први рангирани турнир био је Мастерс Немачке 2012. Екарт је у сезони 2013/14. са 23 године постао најмлађи члан судијске А екипе икада. Следеће сезоне постао је најмлађи судија који је судио рангирано финале, што је био случај на Мастерсу Немачке 2015. Године 2020. постао је најмлађи судија финала Светског првенства.
Екарт је девет пута био судија мечева у којима је био виђен максимални брејк.

## Извори
1. 1 2  „Marcel Eckardt”. World Snooker Tour.
2. ↑  „Snookerstars in Erfurt”. pbc-erfurt.de (на језику: немачки). 9. 5. 2010. Архивирано из оригинала 19. 2. 2015. г.
3. ↑  Kalb, Rolf (2013-05-21). „Snooker – Marcel Eckardt jetzt A-Kader-Schiri”. de.eurosport.yahoo.com (на језику: немачки). Eurosport. Архивирано из оригинала 2015-02-19. г.
4. ↑  „147 Breaks”. WPBSA.